# سياسية توفيقية
تجمع السياسة التوفيقية بين عدة عناصر من الطيف السياسي اليساري-اليميني التقليدي. تأثرت فكرة السياسة التوفيقية بفلسفة التوفيق بين المعتقدات والدين التوفيقي. الفكرة الرئيسية للسياسة التوفيقية هي اتخاذ المواقف السياسية الحيادية من خلال الجمع بين التوجهات اليسارية واليمينية من أجل الوصول إلى أرضية مشتركة والحيلولة دون وقوع نزاعات.
تختلف السياسة التوفيقة عن الوسطية، بأن الأولى تصف السياسات التي تمزج بين أفكار من نظم وتيارات مختلفة، بينما تصف الثانية السياسات المعتدلة غير المتطرفة.